# Bikini Kill (EP)
Bikini Kill – pierwszy minialbum punk rockowego zespołu Bikini Kill i pierwsze nagranie grupy, które zostało wydane przez profesjonalną wytwórnię muzyczną (Kill Rock Stars). Wydawnictwo ukazało się w 1992 roku na płycie winylowej i zawierało sześć utworów. EP zostało wyprodukowane przez Iana McKaye. W 1994, EP zostało wydane na płycie kompaktowej razem z kolejnym wydawnictwem grupy z 1993, Yeah Yeah Yeah Yeah, jako The CD Version of the First Two Records.
W listopadzie 2012, wokalistka zespołu Kathleen Hanna stworzyła wytwórnię muzyczną Bikini Kill Records w celu ponownego, samodzielnego wydania całej dyskografii grupy, tłumacząc to faktem, że relacje zespołu z wytwórnią Kill Rock Stars ochłodziły się po tym, gdy wytwórnia zatrzymała reedycje kolejnych wydawnictw Bikini Kill. Hanna stwierdziła także, że w tym samym czasie, gdy planowała ponowne wydania płyt, nastąpiło „coś w rodzaju powrotu feminizmu z lat 90.”

## Lista utworów
Wszystkie utwory zostały napisane przez Kathleen Hannę, Billy’ego Karrena, Tobi Vail i Kathi Wilcox.
1. Double Dare Ya – 2:40
2. Liar – 2:35
3. Carnival – 1:30
4. Suck My Left One – 2:24
5. Feels Blind – 3:21
6. Thurston Hearts the Who – 3:45